# Omer Ihsas

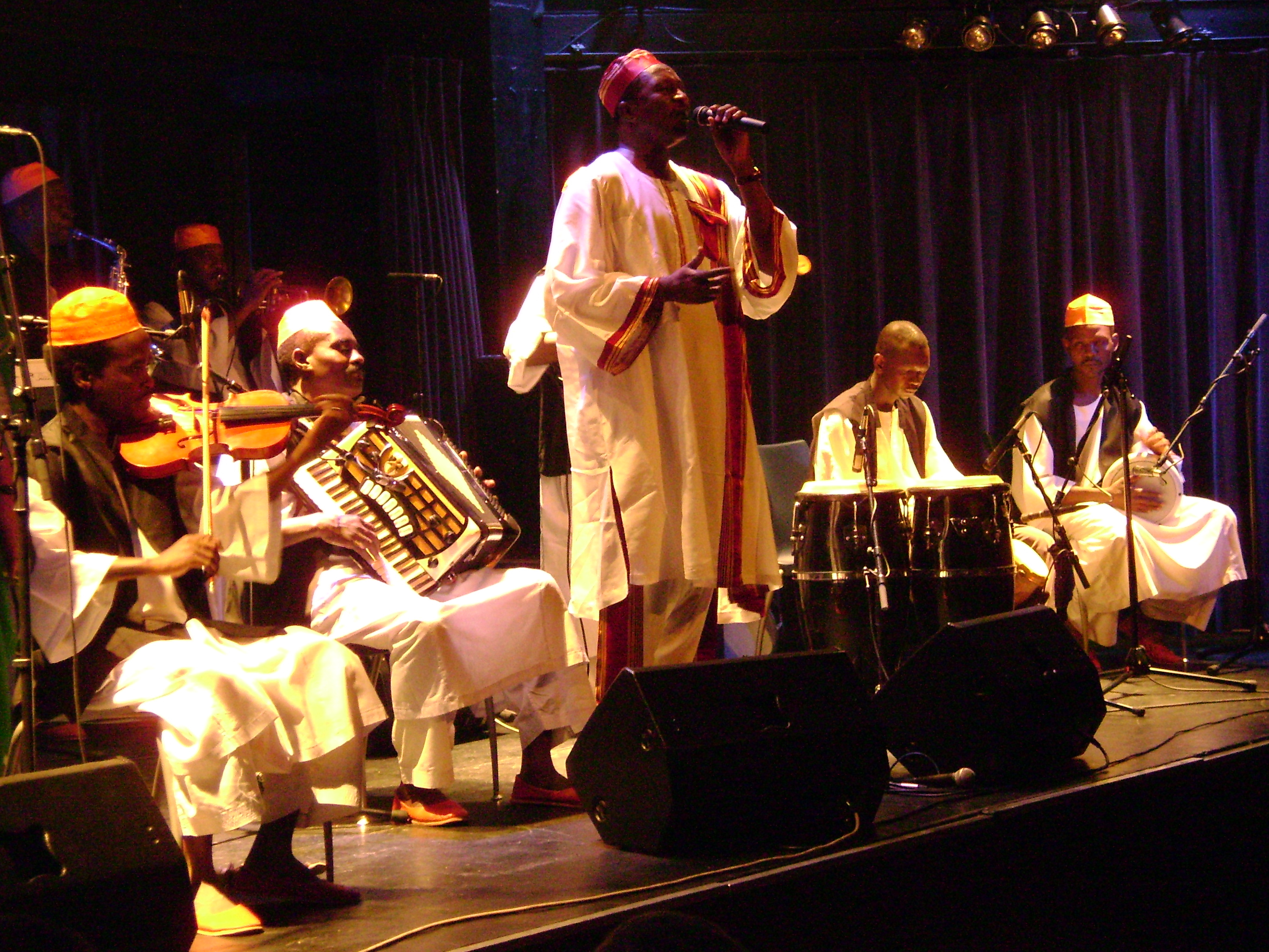
Omer Ihsas und die Peace Messengers (Innsbruck, 2008)

Omer Ihsas (* 1958 in Nyala) ist ein sudanesischer Sänger und Komponist. Er wurde durch eine moderne Interpretation der Volksmusik seiner Heimatregion Darfur und sein politisches Engagement bekannt.

## Leben und Werk
Omer Ihsas wurde 1958 in Nyala, der Hauptstadt des Bundesstaates Dschanub Darfur, geboren. Im Jahr 1977 begann seine Gesangskarriere und 1981 ging er in die sudanesische Hauptstadt Khartum, wo er am Sudanesischen Institut für Musik und Drama studierte. Von der urbanen Musikszene enttäuscht, die er als zu wenig vielfältig empfand, kehrte er nach Darfur zurück und begann, sich intensiv mit der traditionellen Musik dieser multikulturellen, von vielseitigen musikalischen Einflüssen geprägten Region zu beschäftigen. 1987 gründete er seine erste eigene Band, in der er erstmals Blas- und Streichinstrumente in die Volksmusik integrierte.
Als sich die politische Lage im Sudan 1989 zunehmend destabilisierte, begann er sich von den traditionellen Liebesliedern abzuwenden und sich stärker politisch zu engagieren. 1991 wurde das Lied Darfur Baladna (Heimatland Darfur) zu seinem größten Erfolg. Ihsas begann sich für diverse Nichtregierungsorganisationen zu engagieren und mit seiner Gruppe Peace Messengers besonders im Zuge des Darfur-Konflikts für den Erhalt der Einheit des Sudan zu werben. Dies kommt auch in der Zusammensetzung seiner Gruppe zum Ausdruck, in der Musiker aus mehreren Teilen und Ethnien des Landes vertreten sind.

## Musik
Omer Ihsas kombiniert in seiner Musik, die er als „Modern Sudanese Music“ bezeichnet, die vielfältigen schwarzafrikanischen, nubischen und arabischen Einflüsse seines Heimatlandes mit Ausdrucksformen der modernen Popmusik. Wie Abdel Aziz El Mubarak und andere Musiker vor ihm erweiterte er das Instrumentarium seiner Musik um Streich- und Blasinstrumente, Akkordeon, E-Gitarre und E-Bass. Seine Gruppe umfasst zehn bis 16 Musiker; manchmal werden bis zu zwölf Tänzer in die Bühnenshows miteinbezogen. Während Ihsas seine Lieder auf der arabischen Kurzhalslaute Oud komponiert, beschränkt er sich in seinen Auftritten meist auf den Gesang.